# إيمي سيويل
إيمي سيويل (بالإنجليزية: Amy Sewell)‏ هي صانعة أفلام وثائقية أمريكية، ولدت في 23 أبريل 1963 في نيويورك في الولايات المتحدة.

## وصلات خارجية
- إيمي سيويل على موقع IMDb (الإنجليزية)
- إيمي سيويل على موقع قاعدة بيانات الفيلم (الإنجليزية)